# Radi Iwanowitsch Ilkajew

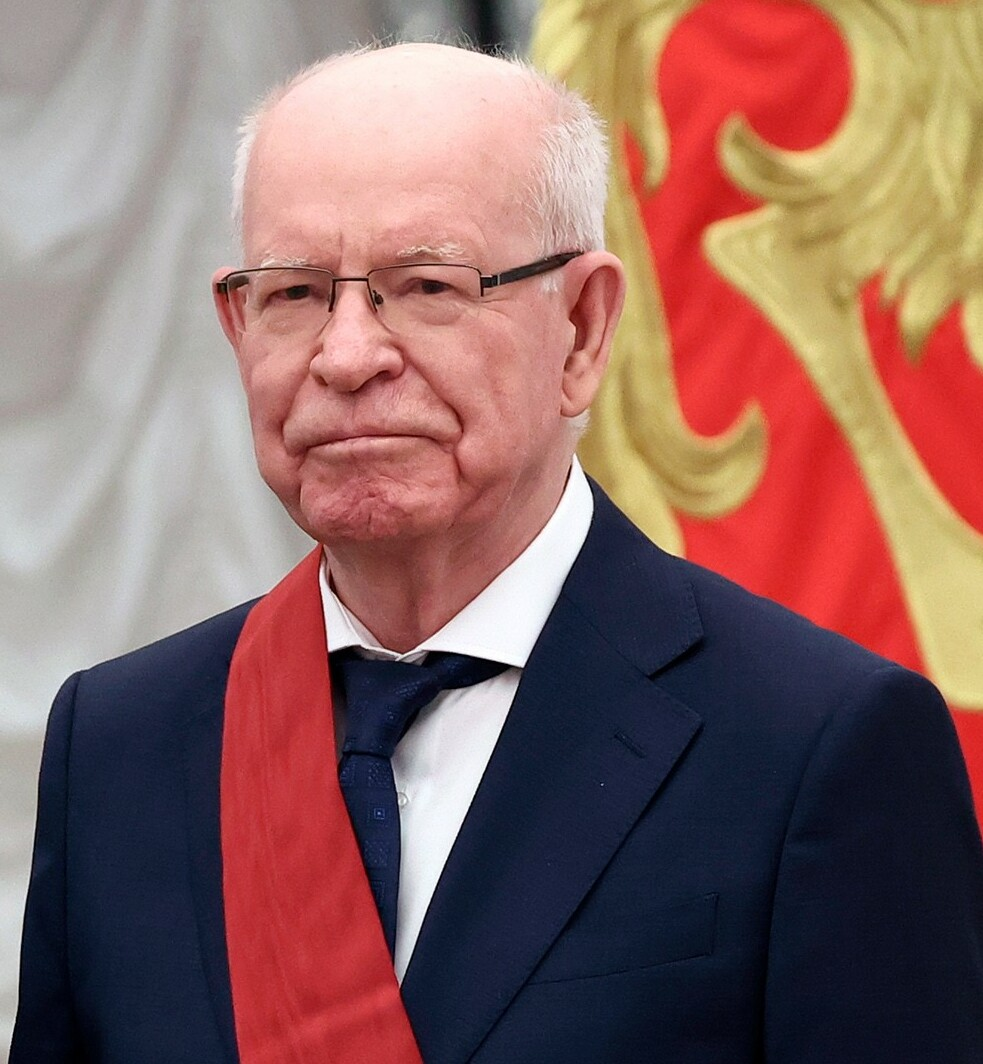
Radi Iwanowitsch Ilkajew, 2022

Radi Iwanowitsch Ilkajew, russisch Радий Иванович Илькаев, engl. Transkription Radii Ivanovich Ilkaev, (* 9. Oktober 1938 in Tutura, Region Irkutsk) ist ein russischer Physiker und ein führender Kernwaffenentwickler in der ehemaligen Sowjetunion.
Ilkajews Vater war Lehrer. Er ging in Puschkin zur Schule und erhielt beim Abschluss 1956 eine Goldmedaille. Danach studierte er Physik an der Staatlichen Universität Leningrad mit dem Abschluss in theoretischer Physik 1961. Anschließend arbeitete er im sowjetischen Kernwaffenprogramm am All-Unions-Forschungsinstitut für Experimentelle Physik (VNIIEF, heute RFNC-VNIIEF) in Saratow (zeitweise unter dem Namen Arsamas-16 bekannt), dem ersten Kernwaffenentwicklungszentrum der Sowjetunion. Er war dort bis 1988 in der theoretischen Abteilung, zu deren Leiter er aufstieg. 1988 wurde er Leiter der Konstruktionsabteilung und erster stellvertretender Chefkonstrukteur des VNIIEF. Ab 1993 war er erster stellvertretender Forschungsleiter. 1996 bis 2007 war er Direktor des RFNC-VNIIEF und 2008 bis 2016 dessen Forschungsleiter (Research Supervisor). Danach hatte er den Titel eines Forschungsleiters ehrenhalber.
Eine seiner Expertisen war das „boosting“ in der Kernwaffentechnik, später auch die Sicherheit von Kernwaffen und ihr Schutz vor unautorisiertem Gebrauch. Er leitete auch das Programm zur Sicherstellung der Einsatzfähigkeit der russischen Kernwaffen ohne Durchführung neuer Kernwaffentests.
1968 wurde er promoviert und 1980 habilitierte er sich (russischer Doktortitel).
Er nahm an mehr als zehn Kernwaffentests teil. Von ihm stammen eine Reihe von Buchbeiträgen und Aufsätzen zur Geschichte der Kernwaffenentwicklung in der Sowjetunion und deren Hauptprotagonisten (wie Andrei Sacharow, Igor Wassiljewitsch Kurtschatow, Juli Borissowitsch Chariton, Jakow Borissowitsch Seldowitsch).
1968 und 1981 erhielt er den Staatspreis der UdSSR und 1994 den Staatspreis der Russischen Föderation. 2006 erhielt er die Sacharow-Goldmedaille, 2021 den Demidow-Preis.
2000 wurde er korrespondierendes und 2003 volles Mitglied der Russischen Akademie der Wissenschaften. 2017 wurde er in deren Abteilung für Physikalische Wissenschaften gewählt. Er ist Vorsitzender des wissenschaftlichen und technischen Rats (STC) des Kernwaffenkomplexes (NWC) von Rosatom.

## Schriften
- E. N. Avrorin, B. V. Litvinov, R. I. Il’kaev, V. N. Mikhailov: History of the nuclear weapons industry. In: Atomic Energy. Band 86, Nr. 6, Juni 1999, S. 402–410, doi:10.1007/BF02673191 (englisch).
- R.I. Il’kaev, Lev D. Ryabev: The Academy of Sciences and implementation of the Atomic Project in the USSR (on the 75th anniversary of the Atomic industry). In: Physics-Uspekhi. Band 65, Nr. 05, Mai 2022, S. 488–496, doi:10.3367/UFNe.2020.12.038931 (englisch).